# Manibhadra

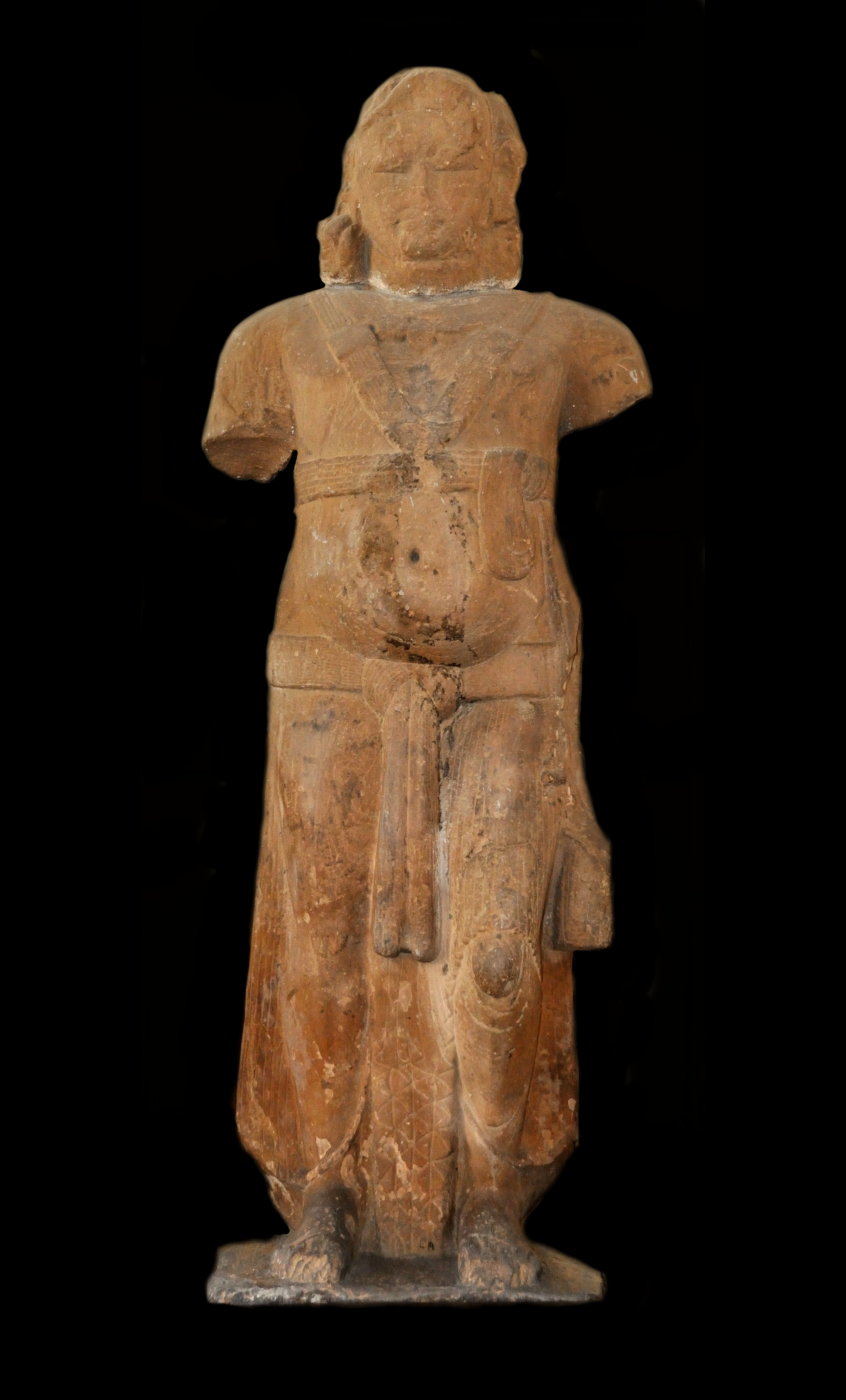
Yaksha Manibhadra, Parkham,, Mathura.

Manibhadra est un personnage de la mythologie du sous-continent indien. Il apparaît dans l'hindouisme notamment dans le Mahabharata, dans le bouddhisme et dans le jaïnisme. Selon cette foi, il serait un deva: une déité masculine. Sa première apparition est lointaine et serait une résurgence d'un yaksha, un esprit protecteur de la très haute antiquité. Aujourd'hui encore, dans le jaïnisme, certains ordres de la branche shvetambara le prient. Des temples dans l'état du Gujarat et au Madhya Pradesh, en Inde, lui sont dédiés. Il est représenté quelques fois comme un éléphant avec plusieurs défenses. Comme demi-dieux il est très populaire ainsi que: Gantakarna Mahâvîra, Nakoda Parshvanatha, Padmavati, Cakresvari, Ambika et Bhomiyaji. Le terme de Vira est utilisé pour parler de cet Être céleste.